# 苑窑村窑群址
苑窑村窑群址位于中国广东省湛江市廉江市良垌镇苑瑶村，为湛江市廉江市的一个市级文物保护单位，类型为古遗址，公布时间为1987年12月1日。
苑窑村窑群址的历史年代为清、民国。